# 和田義茂
和田 義茂（わだ よしもち、生没年不詳）は、平安時代後期-鎌倉時代初期の武士 。杉本義宗の子。和田義盛の弟。源頼朝の側近の一人。通称は次郎。

## 経歴・人物
相模国出身。武芸に優れ、弓の名手。治承4年（1180年）、挙兵した頼朝と合流しようとした三浦一族は鎌倉の由比ヶ浜で平家方の畠山重忠の軍勢と遭遇。和平が成立しかけたが、遅れて来て事情を知らない義茂が畠山勢に討ちかかってしまい、これに怒った畠山勢が応戦して合戦となっている（小坪合戦）。養和元年（1181年）4月には、頼朝の寝所を警護する11名の内に選ばれた（『吾妻鏡』養和元年4月7日条）。同年、足利俊綱追討を命じられ下野国に出陣している。